# Estanislao del Campo
Pour la localité homonyme, voir Estanislao del Campo (Argentine).
Estanislao del Campo Maciel y Luna Brizuela , né le 7 février 1834 à Buenos Aires et mort le 6 novembre 1880 dans la même ville, est un officier, fonctionnaire et écrivain argentin. Pour défendre l'État de Buenos Aires, il a joué un rôle majeur dans les batailles de Cepeda et de Pavón. Il est le fils du lieutenant-colonel Juan Estanislao del Campo, grade qu'il atteindra lui-même.

## Biographie
Estanislao del Campo Brizuela est né le 7 février 1834 dans la ville de Buenos Aires, capitale de la Confédération argentine de l'époque.
Il descendait d'une famille de nobles coloniaux et d'unitariens, étant le fils aîné du lieutenant-colonel Juan Estanislao del Campo y Maciel Lacoizqueta - parent du vice-roi-marquis Nicolás del Campo et descendant du Flamand Van de Velde, des Rodríguez de las Varillas de Salamanca de Séville et du maître de guerre Général Manuel Maciel y Cabral de Alpoin - et aussi de Gregoria Luna Brizuela (ca. 1810 à Santiago del Estero—1858 à Buenos Aires), une fille de Francisco Javier de Luna et Josefa de Brizuela,,.
En 1840, son père - le lieutenant-colonel Del Campo - a émigré à Montevideo pour rejoindre l'armée du général Juan Galo Lavalle, laissant ses deux fils âgés de six et quatre ans avec son épouse Gregoria Luna Brizuela, mais à la mort du général après sa défaite à Jujuy en 1841, elle a fait partie de la suite qui a emmené sa dépouille dans la ville bolivienne de Potosí, puis s'est réfugiée au Chili.
Après sa mort le 6 novembre 1880, Estanislao del Campo Brizuela sera inhumé au cimetière de Recoleta.

## Publications
- 1857 : Los Debates de Mitre
- 1857 : Carta de Anastasio el Pollo sobre el beneficio de la Sra. La Grúa
- 1866 : Fausto, Impresiones del gaucho Anastasio el Pollo en la representación de esta Ópera
- 1870 : Poesías (prologue de José Mármol)